# بايرون باركر
بايرون باركر (بالإنجليزية: Byron Parker)‏ هو لاعب كرة القدم الكندية أمريكي، ولد في 7 مارس 1981 في ماديسونفيل في الولايات المتحدة.